# Сэки, Исаак (футболист)
Исаак Сэки (англ. Isaac Sackey; 4 апреля 1994 года, Берекум) — ганкий футболист, играющий на позиции полузащитника. Ныне выступает за турецкий клуб «Аланьяспор».

## Клубная карьера
Исаак Сэки начинал свою карьеру футболиста в ганском клубе «Либерти Профешионалс» из окрестностей Аккры в 2010 году. В сентябре 2012 года он перешёл в чешский «Слован» из Либереца, за который отыграл следующие четыре сезона.
В августе 2016 года ганец подписал контракт с турецким «Аланьяспором», дебютировавшем тогда в турецкой Суперлиге. 31 октября того же года Исаак Сэки забил свой первый гол в рамках главной турецкой лиги, отметившись в гостевой игре с «Касымпашой».